# De Noe
De Noe, noto anche come De Noe et arca (Noè e l'arca), è un'opera di Ambrogio di Milano, dottore della Chiesa, scritta probabilmente prima del De officiis ministrorum e De Abraham ma dopo il De paradiso e De Cain et Abel; appartiene al gruppo delle opere oratorie ed esegetiche ambrosiane.
L'opera è un commento alla storia di Noè, narrata nel primo libro della Bibbia, la Genesi.